# Сото-ла-Марина (муниципалитет)
Сото-ла-Марина (исп. Soto la Marina) — муниципалитет в Мексике, штат Тамаулипас с административным центром в одноимённом городе. Численность населения, по данным переписи 2010 года, составила 24 764 человека.

## Общие сведения
Название Soto la Marina с испанского языка можно перевести как роща на берегу.
Площадь муниципалитета равна 6716 км², что составляет 8,37 % от общей площади штата, а наивысшая точка — 560 метров, расположена в поселении Гуадалупе-Адаме.
Сото-ла-Марина граничит с другими муниципалитетами штата Тамаулипас: на севере с Сан-Фернандо, на юге с Альдамой, на западе с Касасом и Абасоло, а на востоке омывается водами Мексиканского залива.

## Учреждение и состав
Муниципалитет был образован в 1825 году, в его состав входит 480 населённых пунктов, самые крупные из которых:
| Код INEGI | Населённый пункт                                                               | Численность населения (2005 год) | Численность населения (2010 год) |
| --------- | ------------------------------------------------------------------------------ | -------------------------------- | -------------------------------- |
| 037       | Всего                                                                          | 22826                            | 24764                            |
| 0001      | Сото-ла-Марина (исп. Soto la Marina) 23°46′03″ с. ш. 98°12′28″ з. д.           | 9389                             | 10620                            |
| 0131      | Ла-Песка (исп. La Pesca) 23°47′14″ с. ш. 97°46′36″ з. д.                       | 1632                             | 1764                             |
| 0187      | Тампикито (исп. Tampiquito) 23°50′03″ с. ш. 98°11′41″ з. д.                    | 985                              | 1067                             |
| 0616      | Мигель-де-ла-Мадрид (исп. Miguel de la Madrid) 23°47′00″ с. ш. 97°45′14″ з. д. | 491                              | 522                              |
| 0091      | Лавадерос (исп. Lavaderos) 23°28′18″ с. ш. 98°01′18″ з. д.                     | 348                              | 435                              |
| 0922      | Саморина (исп. La Zamorina) 23°19′29″ с. ш. 97°58′35″ з. д.                    | 408                              | 418                              |
| 0132      | Ла-Пьедра (исп. La Piedra) 23°29′06″ с. ш. 98°06′44″ з. д.                     | 346                              | 393                              |
| 0196      | Трес-де-Абриль (исп. Tres de Abril) 23°44′10″ с. ш. 98°00′31″ з. д.            | 416                              | 388                              |

## Экономика
По статистическим данным 2000 года, работоспособное население занято по секторам экономики в следующих пропорциях: сельское хозяйство, скотоводство и рыбная ловля — 48,2 %, промышленность и строительство — 13,5 %, сфера обслуживания и туризма — 36,4 %, прочее — 1,9 %.

## Инфраструктура
По статистическим данным 2010 года, инфраструктура развита следующим образом:
- электрификация: 61,7 %;
- водоснабжение: 83,6 %;
- водоотведение: 61,7 %.